# Idiochroa
Idiochroa is een geslacht van vlinders van de familie spanners (Geometridae), uit de onderfamilie Geometrinae.

## Soorten
- I. celidota Turner, 1922
- I. demissa Turner, 1922
- I. rufifrons Turner, 1941